# Cortinarius violaceus
Cortinarius violaceus, es un hongo basidiomiceto comestible, del orden Agaricales. Se encuentra por toda Europa, en bosques planifolios o de coníferas. Su epíteto específico es violaceus —en latín, "violáceo"—, con el que se le denominó porque su seta presenta un color violeta muy característico. Su basónimo es Agaricus violaceus L., 1753.

## Descripción
El cuerpo fructífero presenta un sombrero de entre 6 y 5 cm de diámetro, de forma hemisférica en ejemplares juveniles y convexo en setas maduras. En sus primeros estadios, es de color violeta intenso, pero se vuelve pardusco conforme envejece. El borde del sombrero está enrollado hacia adentro. Las láminas son adnatas, sinuosas y de gran tamaño, bastante espaciadas y del mismo color que el sombrerillo. A menudo están unidas por venas. El pie mide entre 6 y 12 centímetros de longitud y tiene un diámetro de 1 o 2 centímetros de grosor. Es claviforme —con forma de clava o porra—, con un marcado bulbo en la base, donde puede alcanzar los 4 centímetros de diámetro, con una cortina del mismo color que el resto de la seta. Su carne es blanda, con vetas violáceas, con olor parecido al de la madera de cedro. La esporada es de color pardo.